# Norte de Minas Gerais

Localização do Norte de Minas em Minas Gerais.

O Norte de Minas Gerais é a porção mais ao norte do estado brasileiro de Minas Gerais, correspondo, segundo a divisão do IBGE, à Mesorregião do Norte de Minas.
É uma região conhecida por seus baixos indicadores sociais, que estão entre os menores do Sudeste do Brasil. O clima típico é mais próximo ao semiárido e a vegetação típica, mais próxima à Caatinga.

## História
Os povos indígenas que originalmente habitavam essa área eram do grupo macro-jê, como os cariris e xacriabás. Eles entraram em contato com os bandeirantes no século XVII, os quais mataram, escravizaram ou expulsaram os nativos.
Os primeiros europeus a percorrerem o Norte de Minas foram os espanhóis residentes na Bahia Francisco Bruza Espinosa e João de Azpilcueta Navarro, entre 1553 e 1555. Nas décadas seguintes, expedições vindas do litoral nordestino, conhecidas como entradas, penetraram nessa área. No entanto, a região norte-mineira só começou a ser colonizada no século XVII, com a chegada de vaqueiros sertanejos do vale do Rio São Francisco e bandeirantes paulistas. Esses forasteiros se instalaram na região como criadores de gado bovino para tração, carne e couro e de equinos e miscigenaram-se aos indígenas.
Um dos povoados norte-mineiros mais antigos é o que compõe hoje a cidade de Matias Cardoso, fundado em meados do século XVII pelos paulistas. A mineração de ouro e diamante nessa região no século XVIII não foi tão forte quanto em outras partes de Minas Gerais, estando centrada em Itacambira. Nessa época, cristãos-novos se fixaram nessa área de Minas.
No final do século XVIII, a mineração em Minas Gerais entrou em decadência. Com isso, grande parte da população das vilas mineradoras deixam-nas, dispersando-se pelo território mineiro e dedicando-se à agropecuária. Com a chegada desses forasteiros ao Norte de Minas, houve um aumento na população e novas vilas foram criadas, como Montes Claros, São Romão, Araçuaí e Januária.
No século XIX, o Norte de Minas permaneceu isolado, devido à falta de estradas de ferro e de rodagem e ao fato de o principal meio de transporte, a navegação, ser precária. Isso permitiu a preservação da cultura local.
Durante as revoltas liberais de 1842, Montes Claros e Bocaiuva eram forças governistas e combatiam os revoltosos concentrados em Curvelo.
Durante a República Velha, o Norte de Minas, assim como o interior do Brasil, manteve-se sob o domínio dos coronéis. A região foi um bastião contra a Revolução de 1930, encabeçada por Getúlio Vargas, que visava à modernização do Brasil e o combate às oligarquias.
Em 1963, a região foi inclusa na SUDENE, pelo fato de suas características socioeconômicas serem mais similares ao Nordeste e por estar inclusa no Polígono das Secas. Isso permitiu um certo desenvolvimento a esta zona mineira e intensificou as relações desta com o Centro-Sul do Brasil.
Pelo fato do Norte de Minas possuir características socioeconômicas e geográficas mais próximas ao Nordeste do que a Minas Gerais e a região não ser valorizada pelo governo estadual, já foi proposta, várias vezes, a criação do Estado de Minas do Norte.

## Geografia
A mesorregião do Norte de Minas é composta por 89 municípios que, somados, compõem uma área de 127.816,15 km², sendo a maior mesorregião de Minas Gerais em extensão territorial.
Do ponto de vista geográfico geral, o Norte de Minas é uma zona de transição entre o Cerrado e a Caatinga, estando a sua vegetação mais próxima a esta última. Dessa forma, o clima majoritário na região é uma transição entre o tropical semiúmido e o tropical semiárido. Com exceção das áreas serranas mais altas, as temperaturas nessa região são elevadas.
Sobre uma perspectiva do relevo local, as depressões estão localizadas nos vales do Rio São Francisco e seus principais afluentes na região, como o Rio Verde Grande, enquanto as chapadas são adjacentes às depressões. Em algumas partes, é possível encontrar a Serra do Espinhaço.
Segundo o censo demográfico brasileiro de 2010, a população da mesorregião do Norte de Minas foi constatada em 1.610.413 habitantes, o que correspondia a 8,2% da população mineira, e a densidade demográfica naquele censo era de 12,6 hab./km², menos da metade da de Minas Gerais.